# Nive Nielsen
Nive Nielsen er en grønlandsk sanger og skuespiller, der spiller med bandet "The Deer Children".
Hendes debutoptræden var for Dronning Margrethe II og blev transmitteret på fjernsyn.
Hun er kritisk overfor olieboringer i Grønland, hvorfor hun har skrevet sangen: Uula (dansk: olie).
Nielsen har vundet en Vox Pop Independent Music Award i 2009, i 2012 modtog hun Kronprinsparrets Stjernedryspris og hun har været nomineret til en norsk Grammy Award.

## Discografi
- 2009 - Nive Sings! (Tuttu Recordings)
- 2015 - Feet First

## Filmografi

### Film
- 2005 - The New World sammen med Colin Farrell

### Fjernsyn
- 2018 - The Terror som Lady Silence[6]